# Мухаметхади Сагди
Сагди Мухаметхади (наст. ф.и. о. Сагдиев Мухаметхади Гайнанович, баш. Сәғәҙиев Мөхәммәтхәҙей Ғайнан улы; 1883—1933) — башкирский писатель, переводчик, педагог. Брат Абдрахмана Саади.

## Биография
Сагдиев Мухаметхади Гайнанович родился 25 марта 1883 года в селе Таймеево Мурзаларской волости Златоустовского уезда Уфимской губернии, ныне Салаватского района Республики Башкортостан.
Мухаметхади Сагди сначала учился в медресе «Хусаиния» в Оренбурге, а затем закончил русско-башкирское училище в селе Дуван родного уезда Уфимской губернии.
С 1902 года по 1909 год был муллой в родном селе Таймеево, а с 1916 года и до своей смерти учительствовал и работал в системе народного образования.
Мухаметхади Сагди является автором автобиографической повести «Несчастные» («Бәхетһеҙҙәр», 1911), где показан процесс духовного возрождения национальной интеллигенции, её путь к активной борьбе за демократию и прогресс. Написанный в том же 1911 году рассказ «Последствия продажи земли» («Ер hатыуҙың ғаkибәте») раскрывает колониальную сущность земельной политики имперских властей в Башкортостане. В 1926 году перевел на башкирский язык драму испанского драматурга Лопе де Веги «Фуенте овехуна» («Һарыҡ шишмәhе»), которая в 20-х годах прошлого века ставилась на сцене Башкирского академического театра драмы.